# موج (فیلم ۲۰۰۴)
«موج» ([Blast] Error: {{Lang-xx}}: متن دارای نشانه‌گذاری ایتالیک است (راهنما)) یا انفجار فیلمی هندی در سبک جنایی، سرقت و مهیج است که در سال ۲۰۰۴ منتشر شد. از بازیگران آن می‌توان به آبیشک باچان، ایشا دئول، جان آبراهام و ریمی سن اشاره کرد.